# Diferenças de género no suicídio
As diferenças de género nas taxas de suicídio têm-se mostrado significativas. Existem diferentes taxas de suicídios consumados e comportamento suicida entre homens e mulheres. Enquanto as mulheres têm pensamentos suicidas com maior frequência, os homens cometem suicídio com mais frequência. Isso também é conhecido como o paradoxo de género no suicídio.
Globalmente, a morte por suicídio ocorreu cerca de 1,8 vezes mais frequentemente entre homens do que entre mulheres em 2008 e 1,7 vezes em 2015. No mundo ocidental, os homens morrem por suicídio três a quatro vezes mais do que as mulheres. Essa maior frequência masculina aumenta em pessoas com mais de 65 anos. As tentativas de suicídio são duas a quatro vezes mais frequentes entre as mulheres. Os pesquisadores atribuíram em parte a diferença entre tentativas e suicídios consumados entre os sexos aos homens que usam meios mais letais para acabar com as suas vidas. A extensão dos pensamentos suicidas não é clara, mas a pesquisa sugere que os pensamentos suicidas são mais comuns entre as mulheres do que entre os homens, especialmente em menores de 25 anos.